# Santo (liturgia)

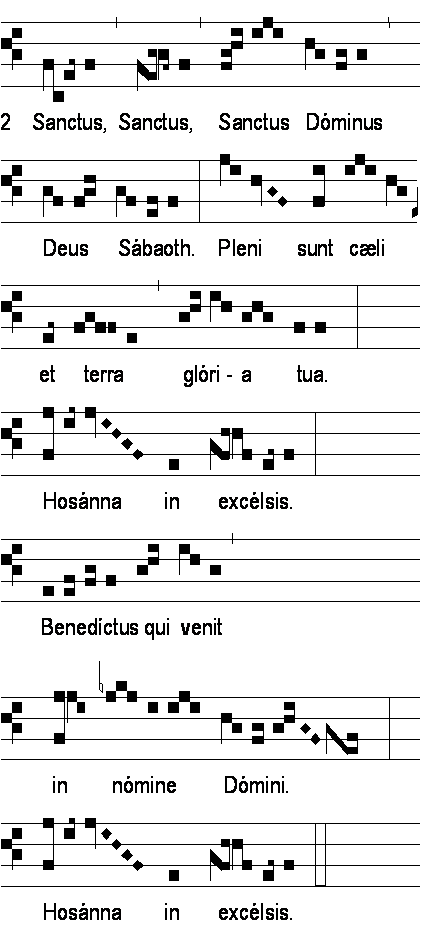
Il Sanctus XI in notazione quadrata.

Il Santo, in lingua latina Sanctus o Tersanctus o Trisagio angelico, è un inno dell'ordinario della messa cattolica.
Esso è parte integrante del prefazio, del quale costituisce la conclusione, prima dell'inizio della preghiera eucaristica; esso viene cantato o recitato ad alta voce dal sacerdote insieme al popolo.
È usato in quasi tutti i riti delle liturgie cattoliche, ortodosse e in molte protestanti.
Quest'inno è un invito rivolto alla Chiesa terrestre ad unirsi ai cori celesti nella lode al Signore.
La prima parte del Sanctus è stata introdotta nella liturgia cattolica alla fine del IV secolo, ma era già nota dal canto dei serafini nella visione di Isaia 6,1-8. In ebraico la triplice ripetizione della parola Santo è una forma di superlativo verso colui che è il Santo per antonomasia, in modo esclusivo e intensissimo.
Il testo della seconda parte, il Benedictus, è tratto dal Vangelo secondo Matteo (21,9), nel contesto del racconto dell'entrata trionfale di Gesù a Gerusalemme la domenica delle palme.
L'affermazione solenne della santità e trascendenza di Dio dell'universo è completata da questa affermazione al Cristo re che cita il salmo della messa del giorno di Pasqua (117,6). Questa seconda parte è attestata nella Messa romana solo nel VII secolo.
Il santo è stato spesso musicato insieme alle altre parti della Messa.

## Testo della preghiera
| Missale Romanum, editio typica tertia (2002) Sanctus, sanctus, sanctus Dominus Deus Sabaoth. Pleni sunt caeli et terra gloria tua. Hosanna in excelsis. Benedictus qui venit in nomine Domini. Hosanna in excelsis. | Messale Romano III edizione in lingua italiana (2020) Santo, santo, santo il Signore Dio dell'universo. I cieli e la terra sono pieni della tua gloria. Osanna nell'alto dei cieli. Benedetto colui che viene nel nome del Signore. Osanna nell'alto dei cieli. |

Il testo latino è immutato rispetto a quello della Messa tridentina. L'unica differenza è che il celebrante e i fedeli nella Messa tridentina compiono un segno di croce alla parola Benedictus.

## Il Sanctus gregoriano
Il Sanctus è uno dei brani contenuti nel Kyriale, compare un Sanctus musicalmente diverso, ma con testo identico, in ciascuna delle 18 messe e altre tre versioni sono incluse nei canti ad libitum.
Nel repertorio del canto gregoriano il Sanctus XVIII è fra quelli più antichi. Esso è abitualmente cantato nelle ferie dell'Avvento, della Quaresima e delle Messe dei defunti e si distingue per la sua semplicità.

Melodicamente è in forma di salmodia sillabica e la sua ornamentazione si trova a metà strada tra i recitativi del prefazio e del canone, dove è stato collocato.

Le altre melodie sono state elaborate in maniera progressiva, soprattutto a partire dall'XI secolo e vi sono rappresentati quasi tutti i modi. Alcuni sono in forma sillabica, altri in forma ornata.

## Nella Bibbia e nelle preghiere
Il santo segue il carattere generale del prefazio, che è una preghiera di lode, con le parole dell'"inno dei serafini", udito nel tempio di Gerusalemme dal profeta Isaia (6,3) nella visione inaugurale del suo ministero. La parte iniziale è riferita anche nell'Apocalisse (4,8).

Fra le preghiere più importanti della Chiesa cattolica e rivolte a San Michele Arcangelo, l'Exorcismus in Satanam et angelos apostaticos (papa Leone XIII, 1884), come in Apocalisse, afferma che la parte iniziale della preghiera è cantata a Dio:
[Traduzione:] Umíliati sotto la potente mano di Dio, trema e fuggi alla nostra invocazione del santo e terribile Nome di Gesù che fa tremare l’inferno e a cui sono sottomesse le Virtù dei cieli, le Potenze e le Dominazioni, e che i Cherubini e i Serafini lodano incessantemente, dicendo: Santo, Santo, Santo il Signore Dio [e Re] degli Eserciti.»
(Esorcismo contro Satana e gli angeli apostati)
Come era noto nella tradizione medioevale, l'esorcismo ribadisce che nella gerarchia in Paradiso, il canto è riservato agli angeli della classe più alta, che sono i cherubini e i serafini.
I primi versi del Santo ricalcano la preghiera ebraica della Qedushah: Kadosh Kadosh Kadosh Adonai Tz'vaot M'lo Khol Ha'aretz K'vodo ("Santo, Santo, Santo, il Signore degli Eserciti il Mondo intero è pieno della Sua Gloria"), Baruch K'vod Adonai Mim'komo ("Benedetta è la Gloria del Signore nella sua Sede").